# Šiki Masaoka
Šiki Masaoka (japonsky 正岡 子規) rodným jménem Cunenori Masaoka (japonsky 正岡 常規), (17. září 1867 Macujama – 19. září 1902 Tokio) byl japonský spisovatel, básník, literární kritik a žurnalista. Žil v období Meidži Japonského císařství. Hrál významnou roli při oživení poezie tanka.

## Život
Narodil se v chudší samurajské rodině. Jeho chlapecké jméno bylo Tokoronosuke (处 之 助), v dospělosti dostal samurajské jméno Noboru (升). Jeho otec Cunenao (常 尚) byl nižším důstojníkem a jeho matka Jae (八 重) byla nejstarší dcera Kanzan Óhara (大 原 観 山), učitele v klanové škole. Šiki ztratil otce když měl pět let. Ve dvanácti letech začal psát čínské básně kanši.
Noboru se učil ve střední škole v Macujamě, jejímž ředitelem byl vůdce demokratického hnutí Japonska Itagaki Taisuke. Taisuke měl velký vliv na jeho vývoj. V roce 1883 odešel do Tokia s úmyslem věnovat se politice a filozofii. Psal pro deník Nippon, cestoval po Japonsku a zanechal po sobě řadu cestovních deníků (haibun). Po ukončení střední školy začal studovat na Tokijské univerzitě v lednu 1890. V mladších letech hrával baseball.
V roce 1889 onemocněl tuberkulózu, tehdy si změnil jméno na Šiki (kukačka malá – Cuculus poliocephalus). Slovo Šiki je čínské čtení japonského slova Hototogisu. Jeho nemoc se ztížila během jeho vyslání jako válečného korespondenta v První čínsko-japonské válce. Po návratu z vojenské služby v roce 1895 se zotavoval v sanatoriu v Macujamě ale uvědomoval si, že jeho nemoc je fatální. Do roku 1898 churavěl a byl upoután na lůžku. V letech 1901–1902 napsal sérii deníků, v nichž podrobně popsal klinický průběh své nemoci. Tyto deníky také obsahují četné básně tanka a haiku.

## Literární tvorba
Šiki byl intenzivní obhájce modernizace haiku a oživení žánru tanka. Starší název haiku – Hokku – přejmenoval na haiku. Tanka měla nahradit název 31-slabičný (morový) básně s tradičním názvem waka kvůli jasnému rozlišení od obecného názvu pro japonskou poezii (waka). Svými současníky byl považován za avantgardního reformátora poezie. Šiki také začal psát volný verš. Jeho styl je svěží a jednoduchý av současnosti populární. Šiki je zařazován mezi čtyř nejlepších tvůrců haiku spolu s autory Busonem Josou, Bašóem Macuem a Issou Kobajaši.
Při skládání haiku se snažil o běžný tón – cukinamičó, jehož byl prvním postulátorem. Šlo mu o rozšíření tematického okruhu a uvedení nových výrazových prostředků, které měly souvislost s rychle se rozvíjejícím moderním životem v Japonsku. Tento jeho styl měl takový vliv, že koncem let devadesátých 19. stol. v Japonsku již všeobecně převládl. V roce 1897 založil významný básnický časopis Hototogisu (kukačka malá). Šiki Masaoka měl značný vliv na japonskou moderní poezii a prózu.

## Dílo
- Haiku bunrui, Klasifikace haiku, esej[1]
- Hais nempjó, Chronologie díl o haiku, esej[1]
- Dassai Sookie haiwa (獭 祭 书屋 俳 话), Rozpravy o haiku z VYDRA nory[3], esej[1], 1892
- Bašó zacudan, Povídání o Baso, kritická esej, 1893[1]
- Kanzan rakuboku, Spadané stromy v chladných horách, jeho nejdůležitější sbírka poezie, 1896[1]
- Haidžin Busoni, Básník haiku Busoni, kritická studia, 1899[1]
- Utajomi ni atauru šo, Studie věnovaná psaní tanka, 1899[1]
- Soen no ki, zápisky ze zahrádky, prozaické rysy, 1898[1]
- Mešit macu aida, Během čekání na jídlo, prozaické rysy, 1899[1]

v češtině
- Pod tíhou měsíce - výběr z haiku v překladu Antonína Límana, 2014[4]